# Norellisoma agrion
Norellisoma agrion är en tvåvingeart som beskrevs av Seguy 1948. Norellisoma agrion ingår i släktet Norellisoma och familjen kolvflugor. Inga underarter finns listade i Catalogue of Life.